# Моргунова Світлана Михайлівна
Світлана Михайлівна Моргунова (7 березня 1940 — 10 березня 2024) — диктор Центрального телебачення СРСР з 1961 року, теле- і радіоведуча. Заслужена артистка РРФСР (1978), народна артистка Російської Федерації (2000).

## Життєпис
Світлана Моргунова народилася 7 березня 1940 року. Навчалася в театральній студії при театрі імені Моссовєта. Ще будучи студенткою, брала участь в спектаклях .
З 1961 року — диктор Центрального телебачення СРСР. Працювала в різних жанрах: вела інформаційну телепрограму «Час», знайомила глядачів з програмою телепередач, а також провела багато випусків музично-розважальної програми «Блакитний вогник» та «Ранкової пошти».

## Нагороди і премії
- Орден Дружби (2011) — «за великі заслуги в розвитку вітчизняного телерадіомовлення та багаторічну плідну діяльність»[7].
- Народна артистка Російської Федерації (2000)[3].
- Заслужена артистка РРФСР (1978)[2].